# 银藓
银藓（学名：Anomobryum julaceum），又名瓦业银藓，为真藓科银藓属下的一种苔藓植物。除南美洲和南极洲以外的所有大陆均有分佈該物種。它在北半球和南半球的温带地区分佈廣泛。